# USS Vincennes (CL-64)
Pour les autres navires du même nom, voir USS Vincennes.
L'USS Vincennes (CL-64) est un croiseur léger de classe Cleveland entré en service dans l'United States Navy durant la Seconde Guerre mondiale.
Commandé le 1er juillet 1940 sous le nom d'USS Flint, sa quille est posé le 7 mars 1942 par la Bethlehem Shipbuilding Corporation au chantier naval Fore River de Quincy, dans le Massachusetts. Rebaptisé le 7 octobre 1942 pour perpétuer la mémoire du croiseur coulé à Savo, il est le troisième navire de la marine américaine à porter le nom de Vincennes, une ville de l'État de l'Indiana. Il est lancé le 17 juillet 1943 et mis en service le 21 janvier 1944 sous le commandement du captain Allen Dudley Brown.

## Historique

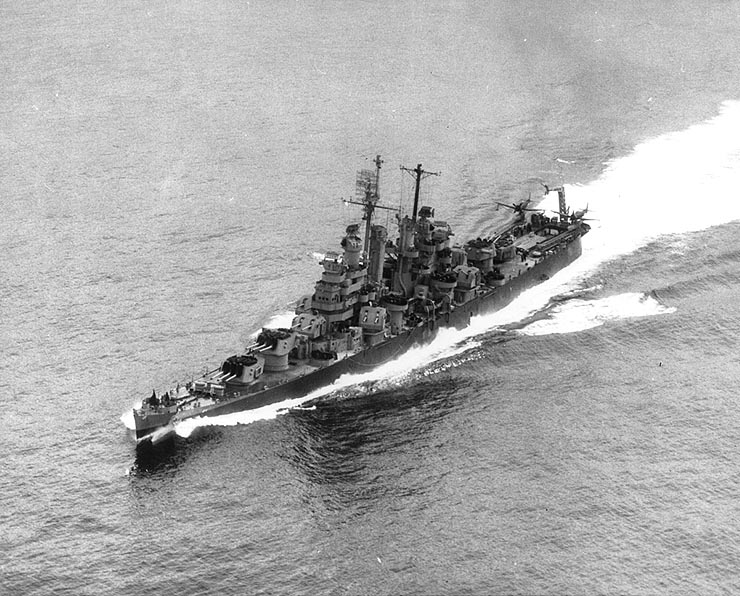
Le Vincennes dans la baie de San Francisco le 29 août 1945.

Après la fin de ses essais, le croiseur devient navire amiral de la 14e division de croiseurs composée notamment de ses sisters-ships Houston et Miami. Il quitte Boston le 16 avril 1944, franchissant le canal de Panama avant d'arriver à Pearl Harbor le 6 mai 1944. Il passe une semaine à s'acclimater aux conditions du combat dans le Pacifique, l'amiral Nimitz montant à bord du croiseur durant l'entrainement du croiseur. 
Au début du mois de juin 1944, il quitte Majuro, intégré au sein de la Task Force 58 commandée à cette époque par le vice-amiral Mitscher. Il est ainsi engagé dans l'invasion des Mariannes puis dans la bataille de la mer des Philippines, abattant au moins un bombardier japonais. Il couvrit également les porte-avions qui bombardèrent Iwo Jima. 
Il participe à l'invasion de Guam à la fin du mois de juillet, couvrant les groupes de porte-avions attaquant également Tinian et Rota mais également les Bonins. Au début du mois de septembre, il pilonne Ngesebus, Peleliu et Angaur. Il participe ensuite à l'invasion puis à la reconquête des Philippines à partir du début du mois de septembre 1944, faisant parfois des incursions en direction d'Okinawa et de Formose pour toujours couvrir les porte-avions, utilisant au passage ses canons de 152 mm. 
À la mi-octobre, il assure l'escorte de la « Cripple Division » formés des croiseurs Canberra et Houston fortement endommagés par les japonais lors de la bataille aérienne de Formose, avant d'être engagé dans la bataille du golfe de Leyte à la fin du mois d'octobre et notamment la bataille dans le détroit de San Bernardino. Le croiseur reprend ensuite sa mission d'escorte des porte-avions, mission d'autant plus délicate sous la menace des kamikazes.
Il commence l'année 1945 par la couverture des raids de porte-avions menés en mer de Chine méridionale dans un triangle Chine continentale-Formose-Indochine. Le 21 janvier 1945, il est visé par un kamikaze qui s'écrase finalement sur le porte-avions Ticonderoga. L'infortuné porte-avions est ensuite touché par un second kamikaze qui l'oblige à quitter la zone d'opérations pour être réparé. Après des raids contre Okinawa et une période de repos à Ulithi, le Vincennes reprend le combat le 10 février. Il couvre alors les porte-avions engagés dans des raids contre le Japon métropolitain notamment la région de Tokyo le 16 février. Le 1er mars, il est détaché de la force de porte-avions rapide pour pilonner des installations littorales japonaises à Okinawa en compagnie de son sister-ship Miami, du croiseur léger antiaérien San Diego, accompagnés également de plusieurs destroyers. 
Il participe ensuite à la fin du mois de mars à l'escorte des porte-avions frappant à nouveau Kyūshū en vue de détourner l'attention des japonais vers la véritable cible des américains, à savoir Okinawa (opération Iceberg), opération déclenchée le 1er avril. La forte artillerie antiaérienne du croiseur est utilisée à de nombreuses reprises, l'opposition aérienne japonaise étant féroce avec une « pluie de kamikazes ». À partir du 17 mai et jusqu'à la mi-juin, le Vincennes est utilisé pour l'appui-feu en compagnie de son sister-ship Vicksburg, tirant au cours des opérations 5 836 obus de 152 mm et 10 583 de 127 mm ; avec selon les observateurs à terre et les observateurs aériens, une très forte efficacité contre les batteries japonaises et les concentrations de troupes. 
Après la dernière salve le 16 juin, le croiseur léger quitte Okinawa pour les États-Unis afin de subir un grand carénage. Arrivé au Mare Island Navy Yard le 8 juillet, il y resta immobilisé jusqu'à la fin du mois d'août. Il participe alors à l'opération Magic Carpet, le rapatriement des militaires américains puis est affecté à la force South Pacific Area pour servir de « taxi » à différents hauts gradés de la marine américaine en tournée d'inspection.  

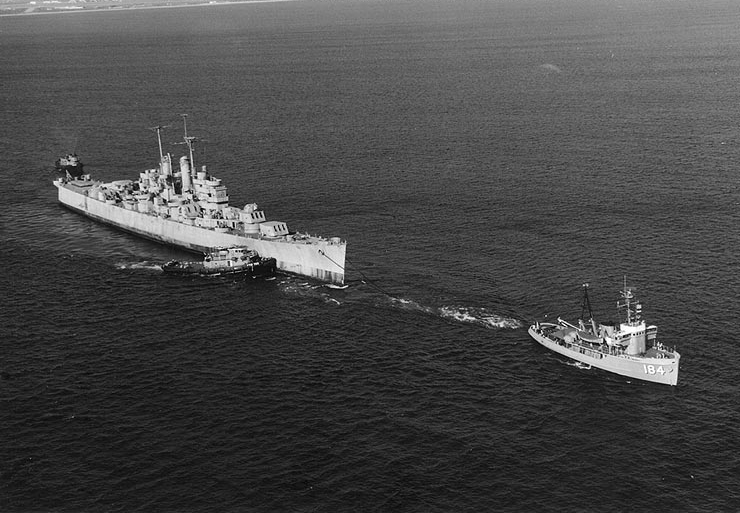
Remorquage du Vincennes pour servir de navire cible en octobre 1969.

Le Vincennes est désarmé le 10 septembre 1946 à Mare Island. Jamais réarmé, il est rayé des registres le 1er avril 1966 et coulé comme cible lors d'essais de missiles dans l'océan Pacifique, au large de la côte sud de la Californie, près de Point Mugu, en octobre 1969.

## Décorations
Le Vincennes a reçu six Battle stars pour son service pendant la Seconde Guerre mondiale.